# ذعرة بيضاء

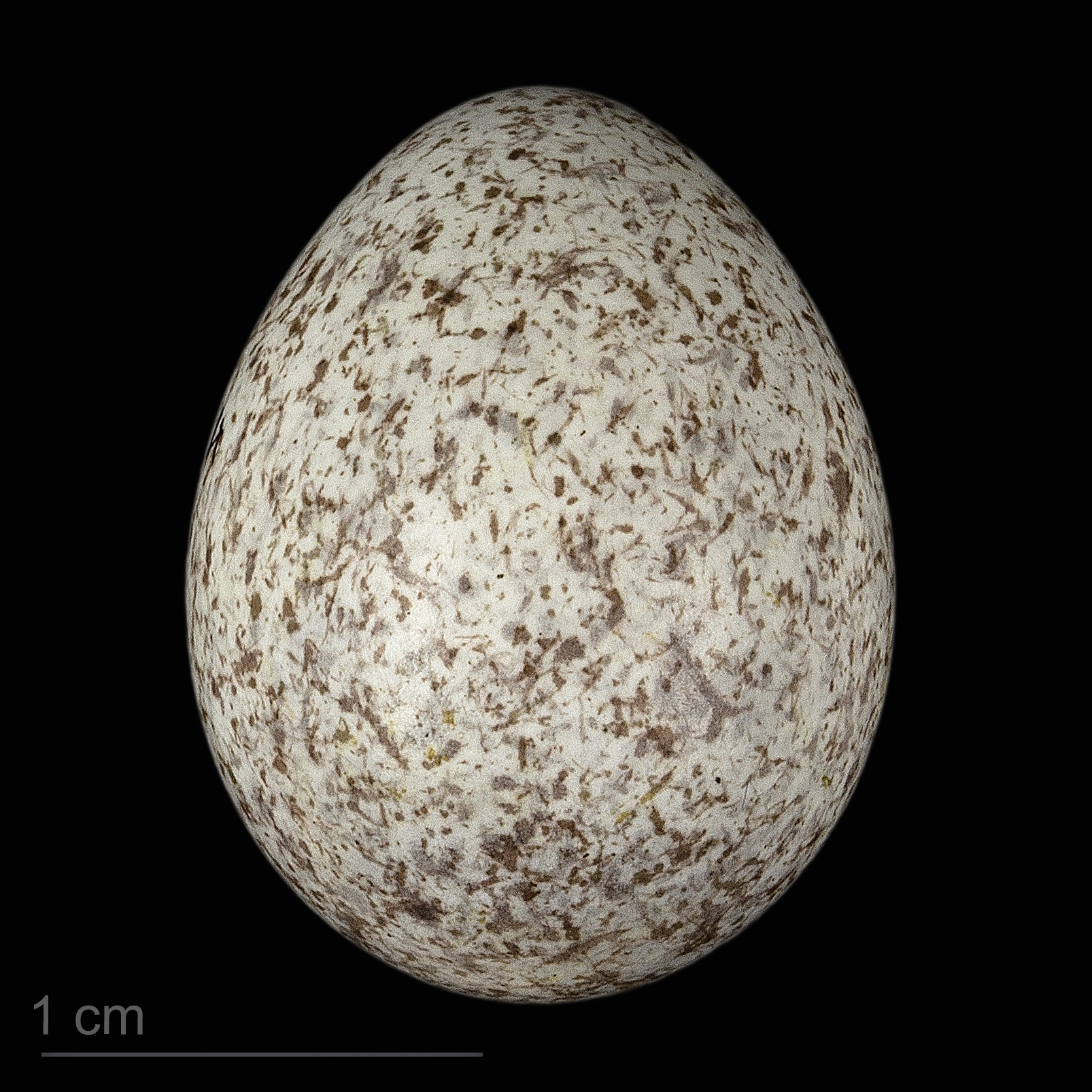
بيضة الذعرة البلقاء

الذُّعَرّة البيضاء أو الذُعَرَة البلقاء أو أم سَكَعْكَع أو أم عَجلان  هو طائر صغير من الجواثم ينتمي لفصيلة التمرة. وهو طائر مهاجر شتوي شائع جداً في شهور الربيع، يعيش في المناطق الزراعية والحدائق الكبيرة وتجمعات المياه والمستنقعات، وأطراف الأودية والأنهار. سُمِّي هذا الطائر بالسلحوت لأنه يصدر صوتاً أو يسلحت بصوته، أي يصدر نغمة مثل «سِل سِل».

## المشخصات
يصل طوله إلى 18 سم تقريباً، يتميز بأنه يهز ذيله باستمرار عند الذعر (الخوف) ولذا يعرف بالذّعرة باللغة العربية الفصحى.
يغطي اللون الأبيض منطقة مقدمة الرأس والجبهة والسطح البطني، أما اللون الأسود فيغطي قمة الرأس والعنق ومقدمة الصدر بأكملها صيفاً، أما في الشتاء فينحسر اللون الأسود متخذاً شكل القلادة العريضة (مجازاً)، السطح الظهري مغطى باللون الرمادي مع وجود أشرطة بيضاء واضحة على حواف الأجنحة، الذيل أسود طويل غير متساوي الأطراف، في فصل التكاثر يبدو ريش طائر السلحوت بألوان زاهية وجميلة ويشكل أسراباً في مواقعه المفضلة.

## التغذية
يتغذى على الحشرات والديدان الصغيرة.

## اقرأ أيضاً
- تطور الطيور
- قائمة طيور مصر
- قائمة طيور الشرق الأوسط
- قائمة الطيور الوطنية